# Master of Reality
Master of Reality är det brittiska heavy metalbandet Black Sabbaths tredje studioalbum, utgivet i juli 1971. Albumet skiljer sig från tidigare album då det är första albumet då Tony Iommi spelar med C#-stämning på gitarren, således med ett mycket mörkare ljud. Kännetecknande för albumet är avslutande spåret, Into the Void, med sina nyskapande, tunga riff samt dess mörka text. Låten visar på det sound som sedan kom att skapa genren doom metal. Albumet anses ibland vara det första stonerrock-albumet. Master of Reality har fått dubbel platina efter att ha sålts i över två miljoner exemplar i USA.

## Bakgrund
Master of Reality (1971) är Black Sabbaths tredje album. Låtarna är fyllda av tunga riff och albumet räknas som en stark grundsten och inspirationskälla till heavy metal-musiken. Produktionen är mycket tyngre och modernare i sitt sound än Black Sabbath och Paranoid.
Master of Reality var det första album där Black Sabbath valde att stämma ned gitarr och bas ett och ett halvt tonsteg, från E till C#. Detta dels för att få mer tyngd i riffen, men också för att Tony Iommi lättare skulle kunna spela; han förlorade två fingertoppar på högerhanden (han är vänsterhänt) i en arbetsplatsolycka.
"Sweet Leaf" inleder albumet, och innan riffet börjar hörs Tony Iommi som hostar då han röker en marijuana-cigarett i en paus under inspelningen. Låten är en hyllning till marijuana och riffen räknas som mycket inflytelserika. En annan uppmärksammad låt på albumet är "Children of the Grave" som har ett mycket karaktäristiskt riff. Låten är en protest mot det då pågående Vietnamkriget och texten påminner mycket om texterna från 1960-talets flower power-musik. Här finns också två korta instrumentala spår av Iommi, "Embryo" och "Orchid". På skivans sjunde spår "Solitude" demonstrerar Tony Iommi sin instrumentala bredd där han spelar gitarr, flöjt och piano. En vanlig missuppfattning är också att Bill Ward ska ha lagt sången på "Solitude" men det är Ozzy Osbourne vid mikrofonen. "Sweet Leaf" och "Children of the Grave" var de låtar från skivan som släpptes som singlar.
Skivomslagets framsida bestod endast av en text med bandnamnet i mörkt lila bokstäver och albumtiteln i svarta bokstäver med grå ram mot en svart bakgrund. Senare vinylutgåvor av albumet gavs i vissa länder ut med ett reliefliknande omslag där bokstäverna sköt ut en bit från omslaget. På baksidan av omslaget fanns låttexterna tryckta.
År 2003 blev skivan rankad nummer 298 på tidningen Rolling Stones lista över de bästa 500 albumen genom tiderna. Senare återfanns den på plats 300.

## Låtlista
Alla låtar är skrivna av Geezer Butler, Tony Iommi, Ozzy Osbourne, Bill Ward, om inget annat anges.
1. "Sweet Leaf" - 5:05
2. "After Forever" - 5:27
3. "Embryo" (Tony Iommi) - 0:28
4. "Children of the Grave" - 5:17
5. "Orchid" (Tony Iommi) - 1:30
6. "Lord of This World" - 5:25
7. "Solitude" - 5:02
8. "Into the Void" - 6:12

## Black Sabbath
- Ozzy Osbourne - sång
- Tony Iommi - gitarr, flöjt (7)
- Geezer Butler - elbas
- Bill Ward - trummor

## Listplaceringar
| Lista (1971)   | Position            |
| -------------- | ------------------- |
| Australien     | 8 (Go Set)          |
| Danmark        | 4                   |
| Finland        | 3                   |
| Kanada         | 6 (RPM)             |
| Nederländerna  | 10                  |
| Norge          | 12 (VG-lista)       |
| Storbritannien | 5 (UK Albums Chart) |
| Sverige        | 8 (Kvällstoppen)    |
| USA            | 8 (Billboard 200)   |
| Västtyskland   | 5                   |